# گرین سیتی (میزوری)
گرین سیتی (به انگلیسی: Green City) یک شهر در ایالات متحده آمریکا است که در شهرستان سولیوان، میزوری واقع شده‌است. گرین سیتی ۳٫۷۸ کیلومتر مربع مساحت و ۶۵۷ نفر جمعیت دارد و ۳۲۳ متر بالاتر از سطح دریا قرار دارد.